# Cock Lane Ghost

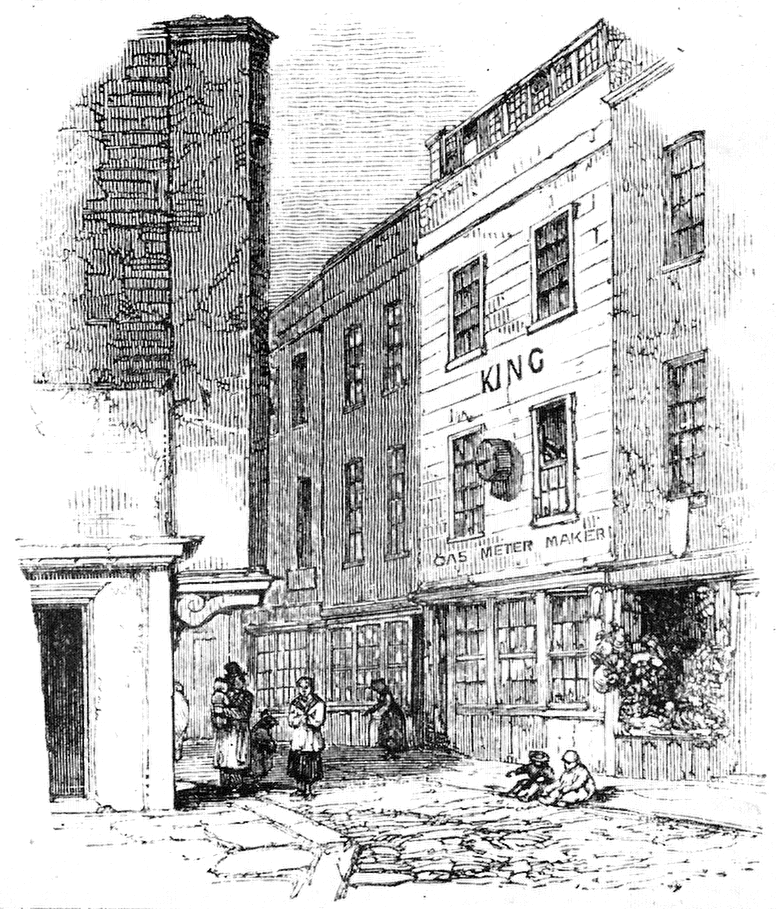
Eine zeitgenössische Darstellung der Cocklane, das Gespenst soll in dem dreigeschossigen Gebäude rechts aufgetreten sein.

Beim Cock Lane Ghost (Gespenst in der Cock Lane) handelt es sich um eine umstrittene Geistererscheinung im London des Jahres 1762.

## Ablauf
William Kent, ein Geldverleiher aus Norfolk hatte nach dem Tod seiner Frau Elizabeth Lynes – sie starb bei der Geburt des gemeinsamen Kindes – eine Beziehung mit deren Schwester Fanny begonnen. Die beiden konnten nicht heiraten, aber wohnten zusammen in der Cock Lane bei der Familie Parsons. Die Cock Lane war zu dieser Zeit eine eher übel beleumundete Gegend in der Innenstadt Londons. Nachdem Fanny an den Pocken gestorben war, zog Kent aus. Parsons behauptete, dass der Geist von Fanny in seinem Haus spuke und insbesondere seine knapp zwölfjährige Tochter Elizabeth plage. Mit Klopfen und Kratzen wurde die Ruhe der Familie gestört, diese begann sich mittels eines Ja/Nein-Systems mit dem vermeintlichen Geist zu unterhalten. So wurden Botschaften übermittelt, dass William Kent Fanny mit Arsen vergiftet habe und dass es eben nicht die Pocken gewesen wären, die zu ihrem frühen Tod geführt hätten. Kent wurden die Vorwürfe erst etliche Zeit später bekannt, er wurde angeklagt und entkam nur knapp einer Verurteilung.

## Folgen
Der Fall erregte erhebliches öffentliches Aufsehen und wurde unter anderem von Londons damals bereits aufstrebender Presseöffentlichkeit begierig aufgenommen. Zeitweise standen Hunderte Menschen in der Straße Schlange, um die vermeintlichen Geistererscheinungen mitzuverfolgen. Kent beteiligte sich an verschiedenen Seancen und wies die Vorwürfe des „Geistes“ zurück. Eine offizielle Kommission, an der unter anderem Samuel Johnson beteiligt war, untersuchte den Fall und befand, es handele sich um eine Täuschung, bei der Elizabeth Parsons von ihrem Vater entsprechend verleitet worden war. Richard Parsons wurde an den Pranger gestellt und zu einer Haftstrafe verurteilt, erhielt aber viel Unterstützung durch die Öffentlichkeit. Die Geistererscheinung wurde vielfach literarisch verewigt, so von Charles Dickens oder William Hogarth.
Eine weitere Rolle spielte der Fall in der Auseinandersetzung zwischen Methodisten und der Kirche von England, namentlich zwischen dem Methodisten John Moore und dem Anglikaner Stephen Aldrich. Die Methodisten waren eher bereit, an eine Geistererscheinung zu glauben, denn bereits John Wesley hatte bei seiner eigenen Familie Spukerscheinungen wahrgenommen. In Gegensatz zu rein materialistischen Weltanschauungen hielt Wesley solche Erscheinungen für ein wichtiges Argument gegen den Deismus und den Atheismus. Dem Methodismus wurde daraufhin Glaube an Spukerscheinungen unterstellt. Die Anglikaner hielten solche Vorkommnisse dagegen für quasi-heidnische Relikte der katholischen Vergangenheit. Der Konflikt spielte noch bei der 1845 erschienenen Autobiographie Horace Walpoles eine Rolle.